# Worthing Football Club
L'Worthing Football Club è un club calcistico di Worthing (West Sussex), nel Regno Unito, affiliato alla Football Association e alla Football League. Fondato nel 1886, gioca al Woodside Road.

## Storia
Il club fu formato come Worthing Association Football Club (un nome che durò fino al 1899) nel febbraio 1886 e giocò amichevoli e partite della Sussex Senior Cup per i primi anni della loro esistenza.
Nel 1896 il club divenne membro fondatore della West Sussex Football League, unendosi alla Senior Division. Durante la loro permanenza nel campionato del West Sussex furono sette volte campioni della lega. Nel maggio 1900 il club assorbì i rivali locali Worthing Athletic e un anno dopo si trasferì nella sua attuale sede, allora conosciuta come Sports Ground, ora Woodside Road. Nel 1905 venne assorbita anche un'altra squadra rivale, Worthing Rovers.
L'intrigante soprannome del club di "The Rebels" risale a quando si è dimesso dalla West Sussex League per un principio di cambio di regola, prima di diventare un membro fondatore della Sussex County League nel 1920. Worthing sono anche conosciuti come "The Mackerel Men ", un riferimento ai tre pesci sullo stemma del club.
Nel 1920 Worthing divenne membro fondatore della Sussex County League, dove ancora una volta vinsero otto scudetti, infatti nelle venti stagioni precedenti la seconda guerra mondiale finirono fuori dai primi quattro solo due volte.
Nel 1948-1949 Worthing si unì alla Corinthian League ma ottenne poco successo. Nel 1963 la Corinthian League si sciolse e la maggior parte dei suoi club si unì alla neonata divisione Athenian League Division One, dove Worthing vinse la promozione al primo tentativo, anche se dopo tre stagioni in Premier Division, due retrocessioni consecutive li videro cadere in Division 2.
Dopo aver gestito un ritorno in massima divisione, Worthing si è unito alla Isthmian League nel 1977, inizialmente in Division Two, ma nel 1983 avevano raggiunto la Premier Division sotto la guida di Barry Lloyd e di fatto finirono secondi nel 1983-84 e 1984- 85. Dopo la partenza di Lloyd per il Brighton & Hove Albion, tuttavia, il club è presto tornato in Division Two, finendo ultimo della Division One nella stagione 1990-91 con soli 10 punti e dopo aver subito ben 157 gol.
L'ex nazionale irlandese del Nord Gerry Armstrong è stato nominato allenatore nel 1991 e nel 1992-93 ha portato il club alla promozione in Division One, seguito due anni dopo da un ritorno in Premier Division con John Robson, anche se il Worthing è arrivato ultimo nella prima stagione dopo il ritorno nella Premier Division e sarebbero dovuti rimanere in Division One fino al 2004, quando la riorganizzazione del sistema del campionato di calcio inglese li ha visti tornare in Premier Division. Sono stati retrocessi alla fine della stagione 2006-2007.
Il club ha quindi raggiunto gli spareggi sotto la guida dell'allenatore Alan Pook per due stagioni consecutive, perdendo entrambe le partite senza segnare un gol. Il giovane manager sconosciuto, Simon Colbran ha poi preso il timone e presto è diventato il favorito dei fan poiché i ribelli sono stati in testa alla classifica per gran parte dell'autunno e dell'inverno. Nonostante i numerosi tagli al budget, i ribelli sono arrivati terzi e hanno mancato di poco i play off in casa contro Godalming.
L'ex giocatore del Brighton Adam Hinshelwood è stato nominato allenatore di Worthing nel dicembre 2013 e ha perso la sua prima partita in trasferta a Burgess Hill per 4-1. Nel gennaio 2015 il budget di gioco del club è stato completamente tagliato e i suoi debiti si sono rivelati intorno ai £ 200.000. Il futuro del club sembrava in serio dubbio fino a marzo 2015, quando l'appassionato di calcio locale George Dowell è diventato l'azionista di maggioranza del club con l'intenzione di investire in varie aree. Il 10 giugno 2015, Hinshelwood si è dimesso dal club per assumere un posto di allenatore a tempo pieno al Brighton & Hove Albion. È stato sostituito dal vice allenatore Jon Meeney e dal difensore 29enne Gary Elphick.
Nel 2016, Worthing è stato promosso alla Premier Division dell'Isthmian League tramite i play-off, avendo concluso la stagione 2015-16 al terzo posto nella divisione meridionale. Il giocatore-manager Gary Elphick era a referto nella finale degli spareggi. Alla fine del 2017, Adam Hinshelwood è tornato al club come primo allenatore della squadra.

### Storia nel campionato
| Stagione | Campionato                         | G  | V  | N  | P  | GF  | GS | Posizione | Spettatori |
| -------- | ---------------------------------- | -- | -- | -- | -- | --- | -- | --------- | ---------- |
| 2021-22  | Isthmian League Premier Division   | 42 | 31 | 4  | 7  | 100 | 45 | 1º su 22  | 1333       |
| 2020-21  | Isthmian League Premier Division   | 8  | 7  | 0  | 1  | 22  | 10 | 1º su 22  | 600        |
| 2019-20  | Isthmian League Premier Division   | 34 | 21 | 8  | 5  | 72  | 41 | 1º su 22  | 892        |
| 2018-19  | Isthmian League Premier Division   | 42 | 18 | 11 | 13 | 72  | 63 | 9º su 22  | 908        |
| 2017-18  | Isthmian League Premier Division   | 46 | 15 | 12 | 19 | 71  | 84 | 16º su 24 | 601        |
| 2016-17  | Isthmian League Premier Division   | 46 | 16 | 8  | 22 | 73  | 85 | 14º su 24 | 661        |
| 2015-16  | Isthmian League Division One South | 46 | 27 | 7  | 12 | 96  | 56 | 3º su 24  | 499        |
| 2014-15  | Isthmian League Division One South | 46 | 22 | 10 | 14 | 92  | 65 | 6º su 24  | 250        |
| 2013-14  | Isthmian League Division One South | 46 | 17 | 8  | 21 | 80  | 98 | 15º su 24 | 204        |
| 2012-13  | Isthmian League Division One South | 42 | 16 | 9  | 17 | 77  | 74 | 10º su 22 | 200        |
| 2011-12  | Isthmian League Division One South | 40 | 18 | 10 | 12 | 69  | 45 | 7º su 21  | 276        |
| 2010-11  | Isthmian League Division One South | 42 | 12 | 13 | 17 | 76  | 73 | 14º su 22 | 239        |
| 2009-10  | Isthmian League Division One South | 42 | 25 | 5  | 12 | 83  | 53 | 3º su 22  | 278        |
| 2008-09  | Isthmian League Division One South | 42 | 21 | 13 | 8  | 77  | 48 | 5º su 22  | 288        |
| 2007-08  | Isthmian League Division One South | 42 | 22 | 7  | 13 | 77  | 49 | 5º su 22  | 321        |
| 2006-07  | Isthmian League Premier Division   | 42 | 8  | 11 | 23 | 57  | 82 | 20º su 22 | 408        |
| 2005-06  | Isthmian League Premier Division   | 42 | 19 | 10 | 13 | 71  | 60 | 8º su 22  | 530        |
| 2004-05  | Isthmian League Premier Division   | 42 | 16 | 11 | 15 | 50  | 45 | 10º su 22 | 360        |

## Stadio
Un campo sportivo fu aperto sul sito di Woodside Road già nel 1892 quando il sito faceva parte della parrocchia di West Tarring, che all'epoca non faceva ancora parte del distretto di Worthing. Conosciuto come il Pavilion Road Sports Ground, occupava un sito di 13 acri, con un padiglione in stile Queen Anne che dava il nome a Pavilion Road lungo il sud del sito. Worthing FC si trasferì al nuovo stadio nel 1903. Nel 1937 il campo sportivo fu chiuso ed è la parte settentrionale del sito che si è sviluppata nello stadio esistente. La parte meridionale del campo sportivo divenne campi da tennis e poi nel 1948 divenne sede del Worthing Pavilion Bowls Club. I proiettori furono installati nel 1977. Alla fine del 1984-85, la tribuna principale di Woodside Road fu bruciata.
Il campo è stato anche sede di Horsham (durante la stagione 2008-2009) e della squadra di riserva del Brighton & Hove Albion dopo la chiusura del Goldstone Ground nel 1997.
Nel giugno 2015, il nuovo proprietario di Worthing, George Dowell, ha rilasciato piani per migliorare lo stadio. I piani prevedevano l'installazione di un campo 3G artificiale per sostituire la superficie del manto erboso, un bar rinnovato aperto sette giorni su sette e uno stand principale rinnovato, inclusi nuovi sedili e binari e nuova vernice su tutto lo stand.
Nel maggio 2020 sono stati annunciati ulteriori piani per migliorare lo stadio. Lo sviluppo da 150.000 sterline vedrà nuovi proiettori, spogliatoi ristrutturati e, soprattutto, un nuovo blocco di servizi igienici e un bar nell'angolo nord-est del terreno. Poche settimane dopo, il club ha raggiunto l'obiettivo di raccolta fondi di £ 43.000, il che significa che tutti i piani possono andare avanti. Hanno anche affermato che qualsiasi denaro extra raccolto andrà tutto nello stadio per aggiunte future come un nuovo tabellone segnapunti e per migliorare l'accessibilità nella tribuna principale.

## Palmarès

### Competizioni nazionali
- Isthmian League: 1

2021-2022
- Isthmian League Division 1: 1

1982-1983
- Isthmian League Division 2: 2

1981-1982, 1992-1993

### Competizioni regionali
- Sussex County League: 8

1920–1921, 1921–1922, 1926–1927, 1928–1929, 1930–1931, 1933–1934, 1938–1939, 1939–1940
- Sussex Senior Challenge Cup: 22

1892-1893, 1903–1904, 1907–1908, 1913–1914, 1919–1920, 1922–1923, 1926–1927, 1928–1929, 1934–1935, 1939–1940, 1944–1945, 1945–1946, 1946–1947, 1951–1952, 1956–1957, 1958–1959, 1960–1961, 1974–1975, 1976–1977, 1977–1978, 1998–1999, 2022-2023
- The Sussex Royal Ulster Rifles Charity Cup[6]

1903–04, 1906–07, 1907–08, 1909–10, 1913–14, 1920–21, 1926–27, 1933–34 (condivisa con il Horsham), 1939–40, 1941–42, 1944–45, 1948–49 (condivisa con il), 1952–53, 1953–54

### Altri piazzamenti
- Isthmian League:

Secondo posto: 1994-1995

## Allenatori
| Periodo   | Nome             |
| --------- | ---------------- |
| 1981-1986 | Barry Lloyd      |
| 1986-1987 | Keith Rowley     |
| 1987-1988 | Alan Pook        |
| 1988-1989 | J.Rains          |
| 1989-1991 | Keith Rowley     |
| 1991-1995 | Gerry Armstrong  |
| 1995-1996 | John Robson      |
| 1996-1997 | Mark Falco       |
| 1997-2001 | Brian Donnelly   |
| 2001-2003 | Barry Lloyd      |
| 2003-2009 | Alan Pook        |
| 2009-2010 | Simon Colbran    |
| 2010-2012 | Chris White      |
| 2012-2013 | Lee Brace        |
| 2013-2015 | Adam Hinshelwood |
| 2015-2017 | Gary Elphick     |
| 2017-     | Adam Hinshelwood |